# Dörnchen

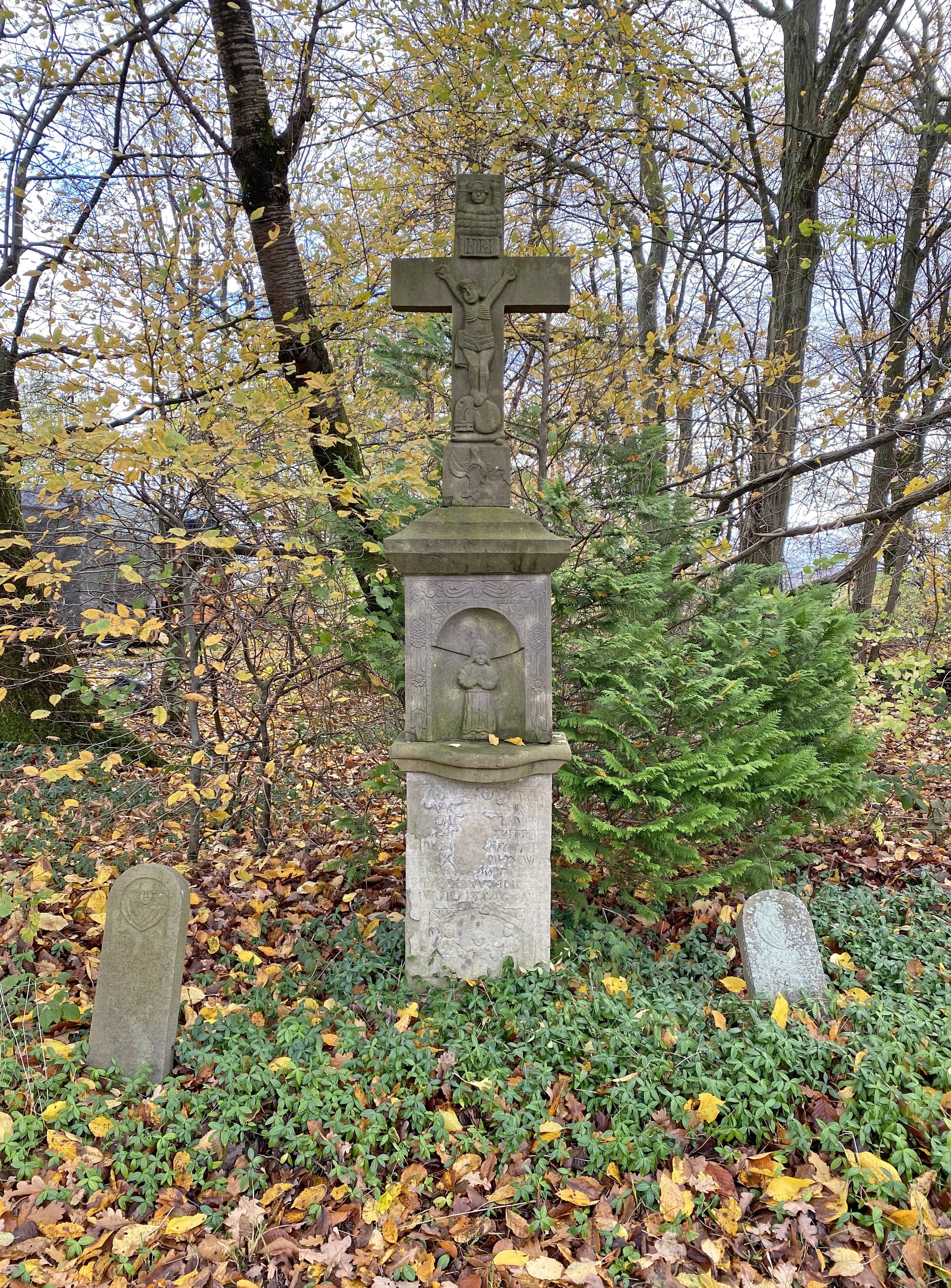
Baudenkmal Wegekreuz (1780)

Dörnchen ist ein Wohnplatz in der Gemeinde Kürten im Rheinisch-Bergischen Kreis.

## Lage und Beschreibung
Der Ort liegt an der Abzweigung der L 161 nach Kürten von der Bundesstraße 506. Nachbarorte im Osten sind Schmitte und Laudenberg, in der Nähe der Gemeindegrenze zu Wipperfürth, sowie Morteln und Wolfsorth im Westen. Der Ort besteht aus zwei Häusern, einem großen Bruchsteingebäude mit der Datierung 1840 im Kreuzungsbereich und einem Schieferhaus aus dem 18. Jahrhundert, das unter Denkmalschutz steht, ebenso das daneben errichtete Wegekreuz aus dem Jahr 1780.

## Geschichte
1822 lebten 16 Menschen im als Haus kategorisierten und Dörnchen bezeichneten Ort.
1830 hatte der Ort 18 Einwohner und wurde mit Dörngen bezeichnet.
Der 1845 laut der Uebersicht des Regierungs-Bezirks Cöln als Hof kategorisierte Ort besaß zu dieser Zeit drei Wohnhäuser. Zu dieser Zeit lebten 29 Einwohner im Ort, davon alle katholischen Bekenntnisses.
Die Gemeinde- und Gutbezirksstatistik der Rheinprovinz führt Dörnchen 1871 mit zwei Wohnhäusern und 20 Einwohnern auf.
Im Gemeindelexikon für die Provinz Rheinland von 1888 werden zwei Wohnhäuser mit 20 Einwohnern angegeben.
1895 hatte der Ort zwei Wohnhäuser und 18 Einwohner.
1905 besaß der Ort zwei Wohnhäuser und zwölf Einwohner und gehörte konfessionell zum katholischen Kirchspiel Kürten.
1927 wurden die Bürgermeisterei Kürten in das Amt Kürten überführt. In der Weimarer Republik wurden 1929 die Ämter Kürten mit den Gemeinden Kürten und Bechen und Olpe mit den Gemeinden Olpe und Wipperfeld zum Amt Kürten zusammengelegt. Der Kreis Wipperfürth ging am 1. Oktober 1932 in den Rheinisch-Bergischen Kreis mit Sitz in Bergisch Gladbach auf.
1975 entstand aufgrund des Köln-Gesetzes die heutige Gemeinde Kürten, zu der neben den Ämtern Kürten, Bechen und Olpe ein Teilgebiet der Stadt Bensberg mit Dürscheid und den umliegenden Gebieten kam.